# Priss Fotheringham
Priss Fotheringham (de soltera, Priscilla Carsewell, c. 1615 - c. 1668) fue una prostituta escocesa y madam de Londres que fue descrita en numerosas publicaciones de la década de 1660. Una publicación, The Wandering Whore, la describió como la segunda mejor prostituta de la ciudad. Una placa conmemorativa en la esquina de Whitecross Street y Old Street en el East London la recuerda.

## Primeros años
Priscilla Carsewell nació en Escocia alrededor de 1615. Más tarde viajó a Londres y ejerció como prostituta. Fotheringham tenía fama de ser una “gitana de ojos de gata, agradable a la vista”. Después de ser devastada por un ataque de viruela, medicinas curanderiles que empeoraron los efectos y años de consumo de ginebra, la belleza de Fotheringham se había desvanecido en la treintena.

En 1652 fue acusada de mantener una casa de mala reputación y encarcelada en la prisión de Newgate. Cuando la detuvieron estaba
"...sentada entre dos holandeses con sus pechos desnudos hasta la cintura y sin medias, bebiendo y cantando de una manera muy poco civilizada."

## Matrimonio
Alrededor de 1656 se casó con Edmund Fotheringham, que provenía de un burdel que regentaba su familia. Su madre, Anne, dirigía un burdel en Cow Lane, Finsbury Ella y "Edward" tuvieron una hija, Sarah, el 11 de noviembre del mismo año. Edmund, diez años más joven que ella, la intimidaba, la golpeaba y actuaba como su proxeneta. Fotheringham dejó a su marido por un afilador de espadas, llevándose la mayor parte del dinero de su marido consigo. En 1658, 'Priscilla Frotheringham' fue incriminada por un juez de paz de Middlesex,
"por ser una notoria ramera, una vagabunda y una que ha deshecho a varios hombres por darles la mala enfermedad [referencia a la sífilis], por mantener al marido de Susan Slaughter alejado de ella desde diciembre pasado y absolutamente destrozado a esta familia, y también por amenazar con acuchillar a Susan Slaughter siempre que la llegue a conocer, siendo la mujer muy civilizada, y también por otras varias maldades notorias que no se pueden nombrar ni entre los paganos."
 Cuando se acabó el dinero el afilador la dejó y ella regresó con su marido, que la denunció por robo. En julio de 1658 fue sentenciada a la horca por robo, pero el nuevo Lord Protector Richard Cromwell le otorgó el indulto condicional. Fotheringham pasó un año en la prisión de Newgate, donde conoció a sus colegas Damaris Page y Elizabeth Cresswell y al escritor de The Wanderer Whore, John Garfield. Mientras se encontraban en Newgate, Fotheringham, Page y Cresswell conspiraron para formar un "gremio de cortesanas".

## El Six Windmills
Fotheringham finalmente se estableció como madam del Jack-a-Newberry, una taberna y burdel en la esquina de Whitecross Street y Old Street, y nombrada como el principal personaje de la novela de Thomas Deloney Jack of Newbury. Cambió el nombre de la taberna a Six Windmills, y ganó notoriedad a través de la industria de la impresión en expansión en Londres. Referencias al burdel de Fotheringham aparecen en las obras de John Garfield The Wanderer Whore (1660), y The Unparalleled Practices of Mrs Fotheringham (1660); en Strange and True News from JackaNewberries (1660); en Strange and True Conference between Two Notorious Bawds (1660) y Man in the Moon (1660).
Su fama se debió en parte a su popularización de un acto sexual novedoso, el chucking ('echando [monedas]'), que se remontaba a la Antigua Roma. La mujer se colocaba de cabeza con las piernas separadas mientras el cliente lanzaba monedas en su "hucha" (un antiguo eufemismo popular para referirse a los genitales femeninos). "Según la leyenda, ella podía meter hasta 16 medio-coronas (40 chelines) ahí", anota un comentarista moderno. En algunas ocasiones también se vertía algún vino en su 'alcancía'. Actuaba varias veces al día. La taberna fue apodada Priscilla Fotheringham's Chuck Office y la Half Crown Chuck Office.
Cuando Fotheringham envejeció, entrenó nuevas pupilas para realizar el 'echando [monedas]', especialmente la prostituta holandesa conocida como 'Mrs. Cupid'. A pesar de que Mrs. Cupid utilizaba vino de Renania durante su acto, Fotheringham solo utilizaba el mejor vino Sack, que provocaba menos escozor.

## Muerte
Fotheringham murió como una mujer rica alrededor de 1668. Su marido había muerto cinco años antes en 1663. Ambos fallecieron de sífilis avanzada.